# Triunfo (Rio Grande do Sul)
Triunfo é um município brasileiro do estado do Rio Grande do Sul. Município histórico, Triunfo é o local de nascimento de Bento Gonçalves, do dramaturgo Qorpo Santo, da atriz Iracema de Alencar e o local onde se encontra enterrado o madeirense Jerônimo de Ornelas, fundador da cidade de Porto Alegre. Atualmente apresenta o maior PIB per capita do Rio Grande do Sul, devido à indústria petroquímica: R$ 184.668.

## História
Triunfo tem um passado fortemente vinculado à Revolução Farroupilha, tendo sido palco de vários combates, como a Batalha do Fanfa, quando Bento Gonçalves foi preso.
Os primitivos habitantes da zona que hoje constituí o município de Triunfo foram os índios Patos, cuja memória está representada em vários objetos de seu uso, que compõem o rico acervo do Museu Farroupilha, instalado na casa onde nasceu Bento Gonçalves da Silva. A região também sofreu incursões de outras tribos indígenas como os Minuanos, Charruas e Tapes. Com a chegada dos Portugueses, os índios foram abandonando suas terras e marinhando pelos rios, subindo às suas nascentes e estabelecendo-se às suas margens.
O povo de Triunfo nasceu de duas sesmarias doadas pelo então Governador Geral da Capitania do Rio Grande do Sul, General Gomes Freire de Andrade, no ano de 1752, localizadas entre o rio Taquari e seu afluente arroio Capote e o antigo arroio da Ponte. Pertenciam elas a Manoel Gonçalves Meirelles e a Francisco da Silva, ambos casados com filhas de Jerônimo de Ornellas Menezes e Vasconcellos, povoador inicial de Porto Alegre, e que para aí seguiria por volta de 1754, logo após a instalação dos casais açorianos em suas terras desapropriadas no Porto de Viamão.
Em 1757, Jerônimo de Ornellas, primeiro sesmeiro e fundador de Porto Alegre veio com seus familiares morar no rossio da Freguesia do Senhor Bom Jesus do Triunfo, onde veio a falecer em 1771. Manoel Gonçalves Meirelles era casado com Dona Antônia da Costa Barbosa, filha de Jerônimo de Ornellas e sua esposa Dona Lucrecia Leme Barbosa; casara em Viamão e batizara seus seis primeiros filhos, nascidos no Porto do Dornelles, também em Viamão, entre 1743 e 1754.
Pouco antes, havia Meirelles obtido a sesmaria no Triunfo, local que ele denominara Piedade e onde estabeleceu a sede da estância e pequeno povoado. (Sesmaria da Piedade: o significado de 'Piedade', voltando à época, onde tudo era desabitado, entende-se como um pedido de fé, amparo e piedade aos seus, por estarem num lugar tão sozinhos). Meirelles faleceu em Triunfo, a 28 de agosto de 1777. De sua sexta filha, Dona Perpétua da Costa Meirelles, casada com o Capitão Joaquim Gonçalves da Silva, português da Santa Marinha Real, nasceu Bento Gonçalves da Silva.
No ano de 1754, foi requerida a criação da Capela do Senhor Bom Jesus do Triunfo. Em 1756, Jerônimo de Ornellas levantou a Igreja Matriz, dando assim, origem ao povoado. A portaria de 4 de setembro de 1756, determinada pelo Bispo do Rio de Janeiro, Dom Antônio do Desterro, determina que o Padre Tomás Clarque organize a terceira paróquia do Rio Grande do Sul, instalando-a em 9 de Janeiro de 1757, e traçando-lhes os limites, escolhendo o lugar da sede da igreja e também o padroeiro. E dessa época em diante, o lugar começou a chamar-se Freguesia do Bom Jesus do Triunfo.
Triunfo, nem sempre se chamou assim. A região teve como primeira denominação Forquilha, nome proveniente do encontro dos rios Taquari e Jacuí. O município de Bom Jesus do Triunfo e a elevação à categoria de Vila foi criado pelo Decreto da Regência em nome do Imperador Dom Pedro II, de 25 de outubro de 1831. A elevação à categoria de cidade ocorreu em 31 de março de 1938, pelo Decreto Estadual 7199. Desde os primórdios, a cidade de Triunfo, ficou estreitamente ligada a historia de nosso Estado, pois sua origem provém diretamente da introdução de casais açorianos.

## Clima
Segundo dados do Instituto Nacional de Meteorologia (INMET), referentes ao período de 1979 a 2013, a menor temperatura registrada em Triunfo foi de −0,8 °C em 14 de julho de 2000 e 25 de julho de 2009, a maior chegou a 41,5 °C em 12 de janeiro de 2006. O maior acumulado de precipitação em 24 horas atingiu 148 mm em  25 de dezembro de 1997. Outros acumulados iguais ou superiores a 100 mm foram: 139,7 mm em 23 de janeiro de 2003, 124,3 mm em 15 de junho de 1982, 119,1 mm em 22 de fevereiro de 2012, 116,6 mm em 11 de setembro de 2002, 109,9 mm em 22 de outubro de 1982
107,1 mm em 3 de maio de 2008 e 105,3 mm em 21 de junho de 1990. Junho de 1984 foi o mês de maior precipitação, com 337,2 mm.
| Dados climatológicos para Triunfo | Dados climatológicos para Triunfo | Dados climatológicos para Triunfo | Dados climatológicos para Triunfo | Dados climatológicos para Triunfo | Dados climatológicos para Triunfo | Dados climatológicos para Triunfo | Dados climatológicos para Triunfo | Dados climatológicos para Triunfo | Dados climatológicos para Triunfo | Dados climatológicos para Triunfo | Dados climatológicos para Triunfo | Dados climatológicos para Triunfo | Dados climatológicos para Triunfo |
| Mês | Jan                               | Fev                               | Mar                               | Abr                               | Mai                               | Jun                               | Jul                               | Ago                               | Set                               | Out                               | Nov                               | Dez                               | Ano                               |
| --- | --------------------------------- | --------------------------------- | --------------------------------- | --------------------------------- | --------------------------------- | --------------------------------- | --------------------------------- | --------------------------------- | --------------------------------- | --------------------------------- | --------------------------------- | --------------------------------- | --------------------------------- |
| Temperatura máxima recorde (°C) | 41,5                              | 39,8                              | 39,1                              | 36,5                              | 32,3                              | 32,4                              | 33                                | 35,2                              | 38,6                              | 35,9                              | 39,5                              | 39,7                              | 41,5                              |
| Temperatura máxima média (°C) | 30,9                              | 30,4                              | 29,5                              | 26,3                              | 22,4                              | 19,9                              | 19,6                              | 21,4                              | 22,5                              | 25,3                              | 27,8                              | 30,2                              | 23                                |
| Temperatura média compensada (°C) | 24,6                              | 24,1                              | 23,1                              | 20,1                              | 16,6                              | 14,4                              | 14                                | 15,4                              | 16,7                              | 19,3                              | 21,5                              | 23,5                              | 19,4                              |
| Temperatura mínima média (°C) | 19,6                              | 19,3                              | 18,5                              | 15,6                              | 12,3                              | 10,3                              | 9,5                               | 10,8                              | 12                                | 14,4                              | 16,2                              | 18,2                              | 14,7                              |
| Temperatura mínima recorde (°C) | 12,7                              | 10                                | 9                                 | 5,2                               | 0,8                               | −0,5                              | −0,8                              | 0,2                               | 1                                 | 6,2                               | 7                                 | 7,6                               | −0,8                              |
| Precipitação (mm) | 114,1                             | 112,7                             | 103,1                             | 104,6                             | 109,1                             | 145,5                             | 147,7                             | 125,8                             | 154,9                             | 152,2                             | 120,3                             | 117,3                             | 1 507,3                           |
| Dias com precipitação (≥ 1 mm) | 9                                 | 9                                 | 7                                 | 8                                 | 8                                 | 9                                 | 9                                 | 9                                 | 10                                | 9                                 | 8                                 | 9                                 | 104                               |
| Umidade relativa compensada (%) | 79,1                              | 81,2                              | 82                                | 83,9                              | 85,3                              | 86,6                              | 84,9                              | 84                                | 83,3                              | 80,7                              | 78,7                              | 77,6                              | 82,3                              |
| Fonte: Instituto Nacional de Meteorologia (INMET) (normal climatológica de 1981-2010; recordes de temperatura: 01/06/1979 a 30/06/2013) |                                   |                                   |                                   |                                   |                                   |                                   |                                   |                                   |                                   |                                   |                                   |                                   |                                   |

## Subdivisões

### Distritos
| Distrito        | População |
| --------------- | --------- |
| Costa da Cadeia | 3300      |
| Passo Raso      | 2300      |
| Jacupemba       | 5000      |
| Porto Batista   | 5500      |
| Triunfo (sede)  | 12000     |